# Северная Тихоокеанская военная флотилия
Северная Тихоокеанская военная флотилия — сформирована на Тихоокеанском флоте в августе 1939 года для обороны побережья и морских коммуникаций в Татарском проливе и Охотском море. Главная база — город Советская Гавань, вспомогательные Де-Кастри и Николаевск-на-Амуре.

## Состав
В августе 1945 года в состав флотилии входили:
- сторожевой корабль «Зарница» (пр. 39)
- 3 минных заградителя
- 18 тральщиков
- 9 подводных лодок
- 49 торпедных катеров
- 3 больших охотника за подводными лодками
- 4 малых охотника за подводными лодками
- свыше 50 сторожевых катеров
- 2 монитора
- 4 катера-тральщика
- 365-й отдельный батальон морской пехоты
- Совгаванский и Камчатский укреплённые районы
- Нагаевский укреплённый сектор
- Де-Кастринская и Николаевская-на-Амуре военно-морские базы
- 280 боевых самолётов (5 базовых аэродромов ВМФ в районе Совгавани, один в Де-Кастри и один в Николаевске-на-Амуре)[2][3]

## Командный состав
Командующие:
- контр-адмирал М. И. Арапов (август 1939 года — февраль 1943 года)
- контр-адмирал, с ноября 1944 года вице-адмирал В. А. Андреев (апрель 1943 года — до конца советско-японской войны).

Члены Военного совета: 
- бригадный комиссар Г. Ф. Быстриков (август 1939 года — июль 1943 года)
- генерал-майор береговой службы Г. Ф. Зайцев (январь 1944 года — до конца советско-японской войны).

Начальники штаба:
- капитан 1-го ранга В. А. Ципанович (8 октября 1939 года — 14 июня 1941 года)
- капитан 2-го ранга В. Ф. Котов (июль 1941 года — август 1943 года)
- контр-адмирал И. И. Байков (август 1943 года — до конца советско-японской войны).

Начальники политотдела:
- капитан 1-го ранга Н. П. Зарембо (март 1939 года — апрель 1943 года)

## Боевые действия
В период Великой Отечественной войны участвовала в постановке минных заграждений в районе Советской Гавани. В ходе советско-японской войны участвовала в Южно-Сахалинской наступательной и Курильской десантной операциях. Авиация флотилии наносила авиационные удары по японским портам, кораблям и оборонительным позициям. Силами флотилии высаживались морские десанты в порты Южного Сахалина (десант в порт Торо, десант в порт Маока, десант в порт Отомари) и на южные Курильские острова. Флотилия обеспечивала воинские перевозки.

## Переформирование
СТОФ расформирована 08.09.1945 года. Вместо неё формируется Сахалинский морской оборонительный район, с главной базой в Совгавани. Но уже 1.12.1945 года, в соответствии с приказом НК ВМФ Сахалинский МОР переформируется в Сахалинскую военную флотилию Тихоокеанского флота.
В 1947 году на базе Сах.ВФ формируется 7-й ВМФ СССР, который просуществовал до 1953 года. .